# نيتروكس
نيتروكس (Nitrox) (كما يعرف أحياتاُ باسم نيتروكس الهواء المخصب Enriched Air Nitrox اختصاراً EAN) عبارة عن غاز للتنفس يستخدم من أجل الغوص وهو عبارة عن مزيج مؤلف من الأكسجين والنيتروجين ونسبة طفيفة من الغازات النادرة مثل تركيب الهواء ولكن بنسبة أعلى من الأكسجين تتراوح بين 32% و 40 % وذلك للتقليل من كمية النتروجين المكتسبة في أنسجة الجسم مما يخفف من أثر مرض تخفيف الضغط. بالمقابل فإن محتوى الضغط الجزئي العالي من الأكسجين يقلل من العمق الأعظمي للغطس وذلك لتجنب ظاهرة سمية الأكسجين.

## الاستعمال
إن استعمال مزيج نيتروكس في الغوص يقلل من مخاطر مرض تخفيف الضغط بالنسبة للغواص نفسه مما يسمح بوقت غوص أطول دون الحاجة إلى عدد وقفات تخفيف الضغط.
ليس الغرض من استعمال مزيج نيتروكس التقليل من آثار تخدير النيتروجين، حيث أن الأكسجين لديه آثار تخديرية مماثلة للنيتروجين عند ضغوط مرتفعة. على الرغم من أن بعض الغواصين يشعرون بأن الأثر التخديري لنيتروكس أقل من الهواء العادي، لكن هذا توصيف شخصي ولا يمكن قياسه بشكل موضوعي.

## العمق الأعظمي للغوص
يحسب العمق الأعظمي للغوص (MOD: Maximum Operating Depth) من العلاقة التالية:
{\displaystyle {\text{MOD}}=\left({\frac {p_{{\text{O}}_{2},{\text{max}}}}{f_{{\text{O}}_{2}}}}-p_{a}\right)\cdot 10{\frac {\text{m}}{\text{bar}}}}
حيث PO2Max الضغط الجزئي الأعظمي للأكسجين
و fO2 نسبة الأكسجين في المزيج
و fa ضغط السطح
| نسبة O2         | العمق الأعظمي عند ضغط جزئي من O2 يعادل 1.4 بار | العمق الأعظمي عند ضغط جزئي من O2 يعادل 1.6 بار |
| --------------- | ---------------------------------------------- | ---------------------------------------------- |
| 21 % (هواء)     | 56.6 m                                         | 66.1 m                                         |
| 25 %            | 46.0 m                                         | 54.0 m                                         |
| 30 %            | 36.6 m                                         | 43.3 m                                         |
| 32 % (EAN32)    | 33.7 m                                         | 40.0 m                                         |
| 34 %            | 31.1 m                                         | 37.0 m                                         |
| 36 % (EAN36)    | 28.8 m                                         | 34.4 m                                         |
| 38 %            | 26.8 m                                         | 32.1 m                                         |
| 40 % (EAN40)    | 25.0 m                                         | 30.0 m                                         |
| 45 %            | 21.1 m                                         | 25.6 m                                         |
| 50 % (Safe Air) | 18.0 m                                         | 22.0 m                                         |
| 60 %            | 13.3 m                                         | 16.6 m                                         |
| 70 %            | 10.0 m                                         | 12.2 m                                         |
| 80 %            | 7.5 m                                          | 10.0 m                                         |
| 90 %            | 5.5 m                                          | 7.7 m                                          |
| 100 %           | 4.0 m                                          | 6.0 m                                          |
ينصح في الوقت الحالي أن لا يتجاوز الضغط الجزئي للأكسجين 1.4 بار.